# Psalm 112 (Bruckner)
Anton Bruckners Psalm 112, WAB 35, ist eine Vertonung für achtstimmigen gemischten Doppelchor und großes Orchester. Es handelt sich um eine Vertonung einer deutschen Version von Psalm 113, nämlich Psalm 112 in der Vulgata.

## Entstehung und Stellung im Gesamtwerk
Bruckner komponierte es 1863 in Linz, nachdem er sein Studium bei Sechter und Kitzler beendet hatte. Im selben Jahr komponierte er auch seine erste Symphonie in f-Moll. „Sein nächstes großes Chorwerk nach diesem Psalm sollte die kraftvolle Messe in d-Moll des folgenden Jahres sein – die erste der drei großen Messen.“
Das Originalmanuskript befindet sich im Archiv der Österreichischen Nationalbibliothek. Im Manuskript hört die Reprise des ersten Teils nach den ersten fünf Takten auf. Es ist nicht bekannt, ob das Werk zu Bruckners Lebzeiten aufgeführt wurde. Es wurde zuerst bearbeitet von Wöss im Jahr 1926. Vermutlich wurde es am 14. März 1926 in Vöcklabruck von Max Auer uraufgeführt.
Das Werk wurde 1996 von Paul Hawkshaw kritisch neu editiert in Band XX/5 der Bruckner-Gesamtausgabe.

## Text
Den Demüthigen gibt Gott Gnade
1. Alleluja! Lobet den Herrn, ihr Diener, lobet den Namen des Herrn!
2. Der Name des Herrn sey gebenedeit, von nun an bis in Ewigkeit!
3. Vom Aufgang der Sonne bis zum Untergange sey gelobet der Name des Herrn!
4. Hoch über alle Völker ist der Herr, und über die Himmel seine Herrlichkeit.
5. Wer ist wie der Herr, unser Gott? der in der Höhe wohnet,
6. Der auf das Niedrige schauet im Himmel und auf Erden,
7. Der den Geringen aufrichtet aus dem Staube, und aus dem Kothe erhöhet den Armen:
8. Dass er ihn setze neben die Fürsten, neben die Fürsten seines Volkes:
9. Der die Unfruchtbare wohnen lässt im Hause, als fröhliche Mutter von Kindern.[5]

## Musik
Bruckners Psalm 112 in B-Dur ist eine Komposition für 8-stimmig gemischten Chor und Orchester (2 Flöten, 2 Oboen, 2 Klarinetten, 2 Fagottn, 2 Hörner, 2 Trompeten, 3 Posaunen, Pauken und Streicher). Die Vertonung des Werkes besteht aus vier Teilen:
1. „Alleluja! Lobet den Herrn“ – Takten 1–70
2. „Wer ist wie der Herr, unser Gott?“ – Takten 71–142
3. Partielle Reprise (die ersten beiden Strophen) mit anschließender Fuge über „Alleluja“ – Takten 143–202
4. Vollständige Rekapitulation des ersten Teils

Psalm 112 mit seiner klaren Wiederholungsstruktur ist ein Produkt von Vormundschaft.

„There is some rich and sonorous writing, and … the whole thing has an enthusiastic punch and an already mature skill in execution. ... [However,] the full-scale recapitulation [of the first part] creates some stiffness rather than satisfying symmetry.“

„Es gibt eine reiche und klangvolle Schrift, und ... Das Ganze hat einen enthusiastischen Punch und ein bereits ausgereiftes Geschick in der Ausführung. ... [Allerdings] erzeugt die vollständige Rekapitulation [des ersten Teils] eher eine gewisse Steifheit als eine befriedigende Symmetrie.“

## Diskografie
Die erste Aufnahme (ca. 1950) stammt von Henry Swoboda mit dem Wiener Akademie Kammerchor und den Wiener Symphonikern, LP: Westminster WAL 201 (mit Symphonie Nr. 6 und Bruckners Psalm 150). Swobodas historische Aufführungen der Psalmen 112 und 150 sowie Richard Strauss’ „Wanderers Sturmlied“ wurden von Klassichaus Recordings auf CD übertragen: GSC052, 2015.
- Matthew Best, Bruckner – Requiem, Psalms 112 & 114, Corydon Singers, English Chamber Orchestra, Hyperion CDA66245, 1987
- Karl Anton Rickenbacher, Bruckner – Missa Solemnis, Psalm 112 & Psalm 150, Chor und Orchester der Bamberger Symphoniker, Virgin Classics VC 7 91481, 1990
- Wolfgang Sawallisch, Chor und Symphonieorchester des Bayerischen Rundfunks, 1992 live, in: Anton Bruckner – Geistliche Chorwerke – CD: Luna LU-1023
- Rolf Beuchert, Chor und Orchester der ASG und JKG Leonberg, Francis Poulenc, Anton Bruckner & Antonín Dvórak, 2000 live – CD: ASG-JKG 00719-00